# Jan de Jager (korfballer)
Jan de Jager (Dordrecht, 31 juli 1963) is een Nederlands voormalig topkorfballer en huidig korfbalcoach. De Jager won meerdere prijzen met PKC, maar ook won hij 1 maal de prijs van "Beste Korfballer", in 1993. Ook speelde De Jager voor het Nederlands korfbalteam. Na zijn spelerscarrière begon De Jager aan een uitgebreide coachingscarrière.
De Jager is de zoon van voetballer Jan de Jager, voormalig speler van D.F.C. uit Dordrecht en tevens Feijenoord.

## Speler

### Deetos
De Jager begon met korfbal in 1973 bij Deetos in Dordrecht. In 1980, op 18-jarige leeftijd, debuteerde hij in de hoofdmacht van de club. Zo maakte hij de zaalfinale van 1981 mee, waarin Deetos met 10-9 verloor van Allen Weerbaar.

### PKC
De Jager maakte 1981 de overstap naar PKC, de rivaal van Deetos, waar hij de rest van zijn sportloopbaan heeft gespeeld. Hij speelde meerdere finales, zowel op het veld als in de zaal.

## Erelijst
- Nederlands kampioen veldkorfbal, 4x (1984, 1987, 1988, 1989)
- Nederlands kampioen zaalkorfbal, 2x (1985, 1989)
- Korfballer van het Jaar, 1x (1993)

## Oranje
In 1985 werd De Jager geselecteerd voor het Nederlands korfbalteam. Hij speelde 15 officiële interlands, waarvan 4 op het veld en 11 in de zaal.

## Coach

### Begin van coachingscarrière
Toen de Jager stopte als speler werd hij coach. Zo werd De Jager de hoofdcoach van PKC voor seizoen 1995-1996, waar hij de opvolger werd van Ben Crum. Deze samenwerking verliep niet vlekkeloos, want al vrij snel kreeg De Jager een conflict met Erik Simons. Na dit seizoen stopte De Jager bij PKC en werd Wim Peetoom de nieuwe coach van de club.
Hierna deed De Jager een stap terug en werd hij coach van een aantal clubs die niet in de top van Nederland speelde, waaronder WION, Vlaardingen en Futura.
In 2006 werd De Jager coach van KCC uit Capelle aan den IJssel. Na 1 seizoen verruilde hij van club en werd hij nieuwe hoofdcoach bij KV Die Haghe, een ploeg die ver was teruggezakt naar de Overgangsklasse. Onder coach De Jager promoveerde Die Haghe in 2008 wel weer terug naar de Hoofdklasse.

### PKC
Na 1 seizoen bij Die Haghe werd De Jager in 2008 benaderd door de club waar hij als speler zijn sportieve hoogtepunten had behaald, PKC. Samen met Ben Crum werden zij de nieuwe coaches en vervingen zij Jacko Vermeer. De Jager en Crum moesten van PKC weer landskampioen maken.
Het eerste seizoen, 2008-2009 verliep dramatisch voor de ambitieuze club. Het stond na de reguliere competitie 7e en speelde hierdoor geen play-offs.
In seizoen 2012-2013 won hij met PKC de zaalfinale door Fortuna te verslaan met 20-19. Naderhand werd hij samen met Ben Crum onderscheiden met de prijs van Beste Coach.
In 2014, 1 jaar na het winnen van de zaaltitel verliet De Jager PKC na 6 seizoenen. Hij ging per 2014-2015 aan de slag als hoofdcoach bij het lager spelende CKV Oranje Wit.

### Bondscoach Duitsland
In 2016 werd De Jager benaderd door Henning Peuters, de bondscoach van het Duits korfbalteam. Hij wilde dat De Jager bondscoach zou worden.
De Jager werd de nieuwe bondscoach voor 2 jaar.
Onder zijn leiding speelde Duitsland op het EK van 2016 en de World Games van 2017. Op het EK van 2016 werd Duitsland 5e en op de World Games van 2017 behaalde de ploeg een 4e plek.
In 2017 werd Wilco van den Bos de nieuwe bondscoach van het team.

### Borgerhout België
In 2017 ging De Jager aan de slag als coach van het Belgische Borgerhout dat in de Belgische Topleague speelt.
In seizoen 2018-2019 behaalde De Jager met Borgerhout de Belgische zaalfinale. In deze finale bleek echter Kwik beter, want Kwik won met 18-14.

## Erelijst als Coach
- Korfbal League kampioen, 1x (2013)
- Europacup kampioen, 1x (2014)
- Coach van het Jaar, 1x (2013)